# カルメン幻想曲 (サラサーテ)
『カルメン幻想曲』（仏: Fantaisie sur Carmen）作品25は、スペインのヴァイオリニストであるパブロ・デ・サラサーテが1883年に作曲したヴァイオリンと管弦楽のための幻想曲。ピアノ伴奏で演奏されることも多い。演奏時間は約12分。

## 概要
ジョルジュ・ビゼー作曲のオペラ『カルメン』に登場するメロディを用いた、ヴァイオリンの名技性誇示を目的とする作品。パラフレーズに分類される。『カルメン』のメロディを基にした同種の作品は数多いが、その中でも最も有名なものの一つである。正式な題名は『ビゼーのオペラ「カルメン」のモティーフによる演奏会用幻想曲』（Fantaisie de concert sur des motifs de l'opéra "Carmen" de Bizet）。

## 編成
独奏ヴァイオリン、フルート2（ピッコロ持ち替え）、オーボエ2、クラリネット2、ファゴット2、ホルン4、トランペット2、トロンボーン3、ティンパニ、タンブリン、トライアングル、ハープ、弦五部（ad libitum/任意を含む）

## 構成
序奏と4つの部分から成る。
序奏 Allegro moderato
オペラの第4幕への間奏曲「アラゴネーズ」の素材を使用。管弦楽による前奏の後、独奏ヴァイオリンに主旋律が現れる。トリル、重音奏法、グリッサンド、フラジオレットなどの技巧が使われ、最後はピッツィカートで静かに終わっていく。
Moderato
4分の2拍子。弦楽器の伴奏で独奏ヴァイオリンがオペラ第1幕でカルメンが歌う「ハバネラ」を演奏する。メロディが繰り返されるごとに装飾性が増していく。
Lento assai
8分の6拍子。第1幕でカルメンが歌う鼻歌「トゥ・ラララ」のメロディを使用している。フラジオレットにより静かに終わっていく。
Allegro moderato
8分の3拍子。この部分も第1幕でカルメンが歌う「セギディーリャ」のメロディが素材となる。ピッツィカート、トリル、
グリッサンドなどが効果的に使用されている。
Moderato
4分の3拍子。オペラ第2幕冒頭の「ジプシーの歌」が素材となる。弱い音から始まり、テンポを次第に速め最後は最も強い音で熱狂的に終わる。